# 喬爾諾戈爾齊 (梅納區)
51°28′28″N 31°51′11″E / 51.47444°N 31.85306°E
喬爾諾戈爾齊（烏克蘭語：Чорногорці），是烏克蘭北部的村莊，隸屬切爾尼希夫州的科留基夫卡區。該村始建於1850年，面積0.26平方公里，海拔高度113米，2001年人口41，人口密度每平方公里157.7人。